# Roland der Furzer
Roland der Furzer (Rollandus le Pettour), später auch Baldwin der Furzer (Baldwinus le Pettour) genannt, war im 13. Jahrhundert ein Hofnarr von König Heinrich III. von England, der verpflichtet war, zu jedem Weihnachtsfest einen Sprung, einen Pfiff und einen Furz (lateinisch unum saltum et siffletum et unum bumbulum) aufzuführen. Für seine flatulenzkünstlerischen Dienste erhielt Roland das Landgut Hemingstone Manor in Suffolk und 12 Hektar Land als Lehen.

### Zeitgenössische Schriftquellen
Der Eintrag im Abgabenverzeichnis (Liber feodorum) zu Roland lautet zum Jahr 1250:

“Seriantia que quondam fuit Rollandi le Pettour in Hemingeston' in comitatu Suff', pro qua debuit facere die Natali Domini singulis annis coram domino rege unum saltum et sifflettum et unum bumbulum, [...]”

„Die Serjeanty, die vormals des Rolland le Pettour in Hemingstone in der Grafschaft Suffolk war, wofür er jedes Jahr am Tag der Geburt des Herrn vor dem König und Herrn einen Sprung, einen Pfiff und einen Furz tun musste, [...]“

Zuvor wird das Lehen Hemingstone Manor zum Jahr 1244 wie folgt beschrieben:

“Edmundus de Breinton' tenet Hemelingeston' cum pertineciis, [...] et est ista seriancia faciendi unum saltum, siffletum, et pettum.”

„Edmundus de Breinton' besitzt Hemelingeston' mit allem Zubehör, [...] und diese Serjeanty muss einen Sprung, einen Pfiff und einen Furz tun.“

### Historische Rezeption
Der Vorgang wird – nun unter dem Namen Baldwinus le Pettour – zumeist zitiert nach Camdens Beschreibung von Britannien in der vermehrten Ausgabe, die 1607 in lateinischer Sprache und 1610 in englischer Übersetzung im Druck erschien:

Hemingston in qua tenuit terras Baldwinus Le Pettour (notato mihi nomen) per Seriantiam, loquor ex antiquo libello, pro qua debuit facere die natali Domini singulis annis coram Domino rege Angliae, unum saltum, unum suffletum, & unum bumbulum, vel ut alibi legitur, per saltum, sufflum & pettum, .i. si intelligo, ut saltaret, buccas cum sonitu inflaret, & ventris crepitum ederet.

“Hemingston, in which Baldwin Le Pettour (marke his name well) held certaine lands by Serjeanty (the words I have out of an old booke) for which on Christmas day ever yeere before our soveraigne Lord the King of England he should performe one saltus, one suffletus, and one bumbulus, or, as we read elsewhere, his tenour was per saltum, sufflum, et pettum, that is, if I understand these tearmes aright, that he should daunce, puffe up his cheekes marking therewith a sound, and besides let a cracke downeward.”

„Hemingston, worinn Baldwinus le Pettour (merket mir diesen Namen wohl) etliche Gütter per Seriantiam (ich rede aus einem alten Buch) gehalten, vor welche er an dem H. Weihnachtstag jährlichen vor dem Herren Könige in Engelland unum saltum, unum suffletum und unum bumbulum machen solte, oder wie anderstwo zu lesen, per saltum, sufflum und pettum, das ist, wie ichs verstehe, daß er springen, die Backen mit einem Schall aufblasen, und einen Wind streichen lassen solte.“